# Thomas Albus

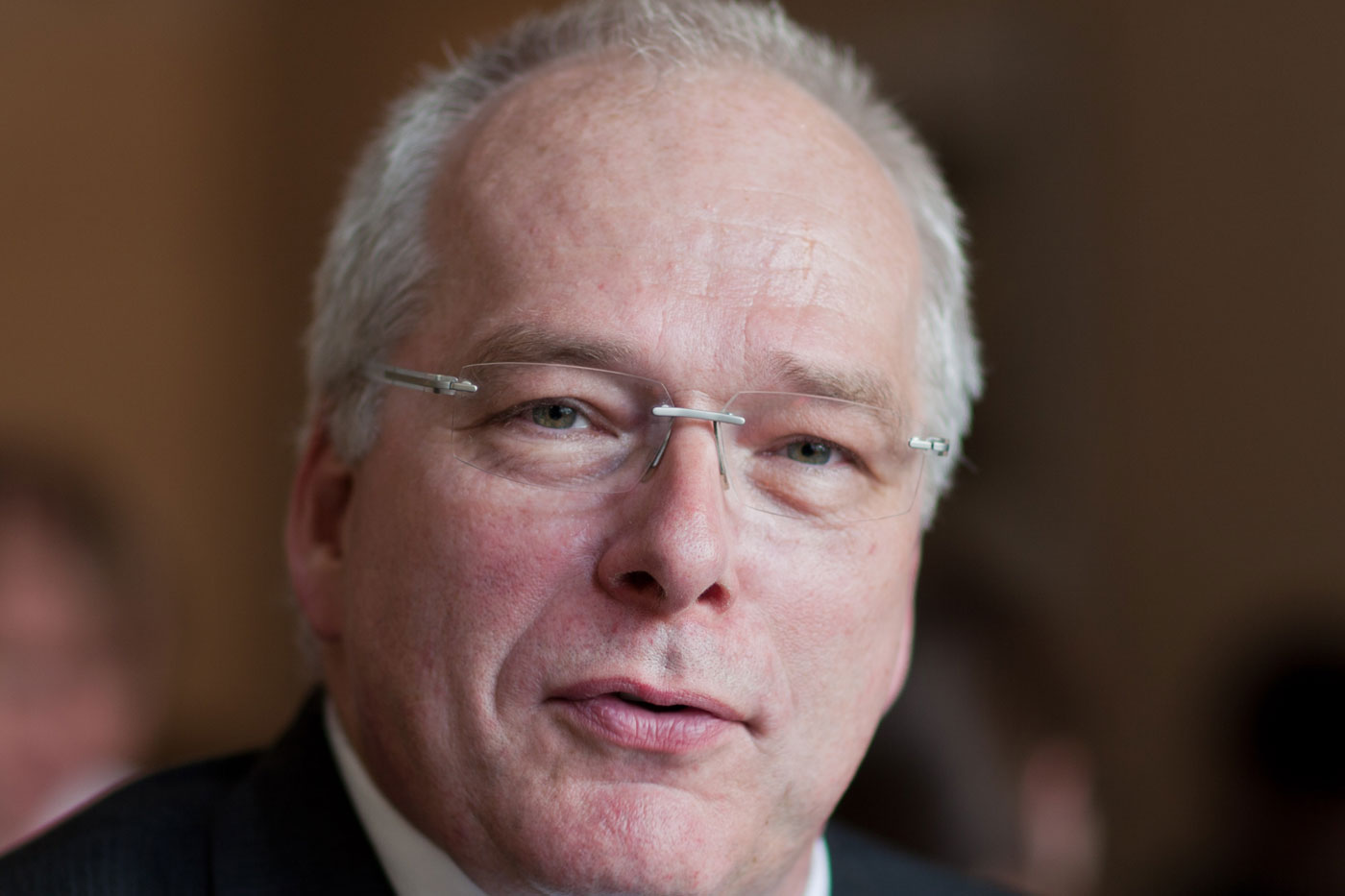
Thomas Albus (2013)

Thomas Albus (* 1959 in Attendorn) ist ein deutscher Schauspieler, Off- und Synchronsprecher.

## Leben
Thomas Albus ging in Attendorn (Sauerland) zur Schule und studierte nach dem Abitur an der Ludwig-Maximilians-Universität München. 1980 erhielt er erste Sprecheraufträge beim  Bayerischen Rundfunk, zunächst für die Redaktion Zündfunk. Dabei zeigte sich neben seinem Talent, verschiedene Rollen in verschiedenen Dialekten zu improvisieren, eine Begabung für Parodie, Komik und Kabarett. Es entstanden zahlreiche Reihen mit Sketchen für den BR-Hörfunk. So spielte Thomas Albus 1988 in einem angeblich über eine exklusive Satellitenleitung geführten Live-Gespräch im Zündfunk den sowjetischen Kosmonauten Juri Wiktorowitsch Romanenko in der Mir Raumstation so überzeugend, dass sich die Meldung über Romanenkos angebliches Heimweh über die Nachrichtenagenturen verbreitete und auch in den Tagesthemen erwähnt wurde.
Mitte der 1980er Jahre sprach Thomas Albus erste Synchronrollen bei der Bavaria Film. Seine Stimme ist in zahlreichen Kino-, Hörspiel-, Fernsehproduktionen und Computerspielen zu hören. Bekannt wurde er Mitte der 1990er Jahre unter anderem als Erzähler der Dokumentationsreihe Cousteau – Abenteuer Ozean (ProSieben).
Viele Jahre war er Station-Voice und Trailer-Sprecher für verschiedene TV-Sender (u. a. ProSieben, Premiere, Tele5) und Off-Stimme (Kommentarsprecher) in der Gerichtsshow Richter Alexander Hold und der Sat.1-Pseudo-Doku-Soap „Lenßen & Partner“.
Thomas Albus ist ein Cousin der Schauspielerin und Kabarettistin Lioba Albus und lebt in München.

## Synchronrollen (Auswahl)
Jamie Foxx
- 1997: als Bunz (Booty Call – One-Night-Stand mit Hindernissen)
- 2001: als Michael Dawson (Held Up – Achtung Geiselnahme!)
- 2004: als Quincy Watson (Breakin’ All the Rules)

Rory McCann
- 2011–2014/2016–2019: als Sandor „Bluthund“ Clegane (Game of Thrones)
- 2019: als Jürgen, der Brutale (Jumanji: The Next Level)

Tom Kenny
- 2014–2016: als Woody Johnson (Brickleberry)
- 2020: als Woody Johnson (Paradise PD)

### Filme
- 1968: Asterix und Kleopatra als Vorkoster (DVD-Version)
- 1986: Asterix bei den Briten als Dekurio Claudius Lapsus (DVD-Version)
- 1994: Asterix in Amerika als Legionär (Kinofassung)
- 2000: Peter Appel/ Del Pentecost  als Gast im Pizzaladen/ Lou (Coyote Ugly)
- 2003: Barry Humphries als Bruce (Findet Nemo)
- 2003: Peter Tait als Shagrat (Die Rückkehr des Königs)
- 2004: Mark Berry als Chief Martin Vreede (Blade: Trinity)
- 2006: Asterix und die Wikinger als Baba (Kinofassung)
- 2008: Michael Sorich als Senator Ron Davis (Resident Evil: Degeneration)
- 2011: Hulk Hogan als Terrafirminator (Gnomeo und Julia)
- 2012: Guri Weinberg als Stefan (Breaking Dawn – Biss zum Ende der Nacht, Teil 2)
- 2014: Asterix im Land der Götter als Duplikatha

### Serien
- 1971–1975: Graham Chapman als diverse (Monty Python’s Flying Circus)
- 1996–1997: Harold Sylvester als Griff (2. Stimme) (Eine schrecklich nette Familie)
- 1997–2004: Dom Irrera als Ernie Potts (Hey Arnold!)
- 1998–2000: Phil Hartman als Troy McClure (Die Simpsons)
- 1999: Bill Martin als Shredder (2. Stimme) (in den Staffeln 8 bis 10 der Teenage Mutant Hero Turtles)
- seit 1999: Trey Parker als Officer Barbrady (South Park)
- seit 2002: Patrick Warburton als Joe Swanson (Family Guy)
- 2003: Yasuhiro Takato als Flecki (One Piece)
- 2003: Jumpei Takiguchi als Nelson (One Piece)
- seit 2003: Hideyuki Hori als Bartholomäus Bär (One Piece)
- seit 2003: Masaya Takatsuka als Gedatsu (One Piece)
- seit 2003: Aruno Tahara als Masira (One Piece)
- seit 2003: Tetsu Inada als Tilestone (One Piece)
- 2005: Faran Tahir als Dr. Omidi (Für alle Fälle Amy)
- 2006–2008: Jess Harnell als Captain Hero (Drawn Together)
- 2011–2014/2016: Kristian Nairn als Walder „Hodor“ (Game of Thrones)
- seit 2014: Dan Castellaneta als Barney Gumble (3. Stimme) (Die Simpsons)
- 2014: Phil LaMarr als Hermes Conrad (2. Stimme) (Futurama)
- 2019: Chris Sullivan als Gunther (Disney Amphibia)
- 2023: Albert Pretorius als Flecki (One Piece)
- 2024: Zwei der Beobachter (Rick and Morty S7 E6)

## In Rundfunkrollen (Auswahl)
- 2014: Lorenz Schröter: This is not love song (Die Geschichte von Nora Forster und Ari Up) – Regie: Lorenz Schröter (Feature – BR)